# كرايغ هووبر
كرايغ هووبر (بالإنجليزية: Craig Hooper)‏ هو كاتب أغاني أسترالي، ولد في 23 نوفمبر 1959.

## روابط خارجية
- كرايغ هووبر على موقع ميوزك برينز (الإنجليزية)
- كرايغ هووبر على موقع ديسكوغز (الإنجليزية)